# 山鄉站

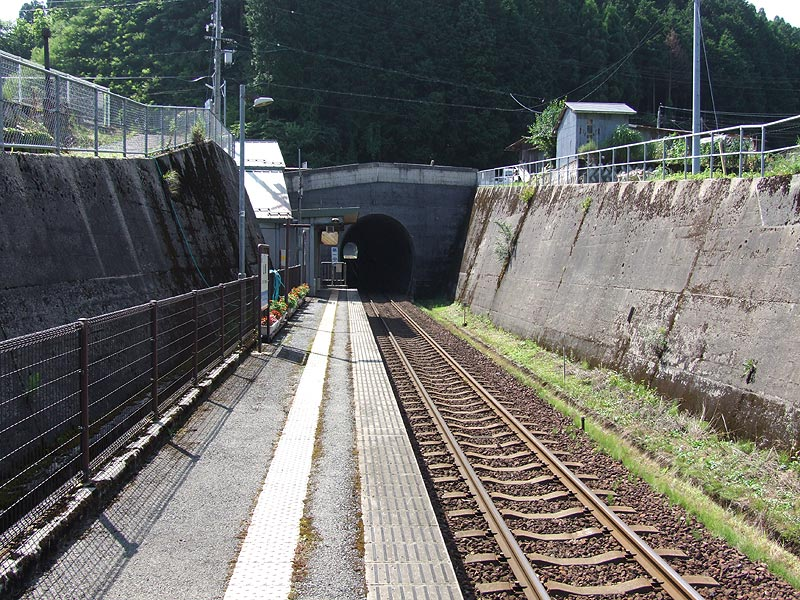
山鄉站月台

山鄉站（日语：／ Yamasato eki */?）是位於鳥取縣八頭郡智頭町中原，智頭急行智頭線的車站。

## 歷史
- 1994年（平成6年）12月3日 - 智頭急行智頭線開通，此站啟用。

## 車站構造
車站是一座地面車站，設有1面1線的單式月台。月台建設在路塹中，因此月台出入口設有樓梯前往較高處。此站是無人車站，沒有車站大樓。此站沒有自動售票機、廁所和飲品自動販賣機。

## 使用狀況
| 1日上下車人次變化 | 1日上下車人次變化 |
| 年度              | 1日平均人次       |
| ----------------- | ----------------- |
| 2018年            | 14                |

## 車站周邊
- R373山鄉 （页面存档备份，存于）（日語）（舊智頭町立山鄉小學（日语：智頭町立山郷小学校））
- 山鄉簡易郵局
- 鳥取自動車道智頭南交匯處
- 鳥取自動車道福原停車區、福原巴士站
- 國道373號（日语：国道373号）
- 鳥取縣道7號智頭勝田線（日语：鳥取県道・岡山県道7号智頭勝田線）

## 巴士路線
車站鄰近智頭町民杉子巴士本谷線（智頭站 - 駒歸）中原巴士站。截至2008年，平日設有8班前往駒歸方向的班次，7班前往智頭方向的班次，星期六較少班次，星期日及假日暫停服務。

## 相鄰車站
智頭急行
■智頭線
粟倉溫泉－山鄉－戀山形

## 注腳
1. ↑  国土数値情報(駅別乗降客数データ)  （页面存档备份，存于）（日語） - 國土交通省，2019年9月2日參閲

## 外部連結
- 山鄉站 （页面存档备份，存于）（日語） - 車站大樓介紹